# Areeb Zuaiter
Areeb Zuaiter   (Nablus, 17 de gener de 1980) és una directora de cinema i narradora visual palestina.
La seva família es va traslladar a l'Aràbia Saudita quan ella tenia dos mesos. En un principi, va començar a pintar abans d'interessar-se pel cinema. El 1997 es va traslladar al Líban per estudiar un grau en Arquitectura d'Interiors i després un altre en Ràdio, Televisió i Cinema a la Universitat Libanesa Americana. Es va traslladar als Estats Units el 2010 per cursar un màster en producció de cinema i vídeo a la Universitat Americana.
Zuaiter va dirigir el Departament de Formació Regional de la Comissió Reial de Cinema - Jordània i és la cap de programació cinematogràfica del Festival Internacional de Cinema d'Amman. Va ser professora de l'Escola de Comunicació de la Universitat Americana i de l'Escola de Comunicació Cathy Hughes de la Universitat Howard.
Zuaiter va dirigir el curtmetratge de ficció Stained, que va guanyar el premi del Jurat al Festival de Cinema Europeu del Líban. També va dirigir els documentals Colors of Resistance i Yalla Parkour. Les seves obres se centres en temes socials, art, Palestina i identitat. En les seves paraules, està "presentant, preservant i protegint les persones que ja no poden trobar la seva ciutat en un mapa".